# Francisco Pascual Obama Asue
Francisco Pascual Obama Asue (n. 1949) es un político ecuatoguineano. Es miembro del Partido Democrático de Guinea Ecuatorial (PDGE). Durante años, ocupó las carteras de Ministro de Deporte y Juventud, de Ministro de Economía, de Ministro para el Progreso Social y de Ministro de Salud. 
Desde el día 22 de junio de 2016 hasta el 1 de febrero de 2023, en sucesión de Vicente Ehate Tomi, se desempeñó como 9.º primer ministro de Guinea Ecuatorial, luego de ser nombrado por el presidente Teodoro Obiang.